# لانغستون (أوكلاهوما)
لانغستون (بالإنجليزية: Langston, Oklahoma)‏ هي بلدة أمريكية تقع في الولايات المتحدة في مقاطعة لوغن، أوكلاهوما. يقدر عدد سكانها بـ 1,724 نسمة ومساحتها 4.8 كم2 ووترتفع عن سطح البحر 292 متر.

## التركيبة السكانية
حدّد مكتب تعداد الولايات المتحدة بيانات التركيبة السكانية للانغستون في تعداد الولايات المتحدة. في ما يلي، التركيبة السكانية حسب تعدادي 2000 و2010.

### تعداد عام 2000
بلغ عدد سكان لانغستون 1,670 نسمة بحسب تعداد عام 2000، وبلغ عدد الأسر 199 أسرة وعدد العائلات 93 عائلة مقيمة في البلدة. في حين سجلت الكثافة السكانية 147.9 نسمة لكل كيلومتر مربع (383.1/ميل2). وبلغ عدد الوحدات السكنية 246 وحدة بمتوسط كثافة قدره 21.8 لكل كيلومتر مربع (56.5/ميل2).
وتوزع التركيب العرقي للبلدة بنسبة 3.29% من البيض و93.29% من الأمريكيين الأفارقة و1.26% من الأمريكيين الأصليين و0.24% من الأعراق الأخرى و1.92% من عرقين مختلطين أو أكثر و1.32% من الهسبانيون أو اللاتينيون من أي عرق.
بلغ عدد الأسر 199 أسرة كانت نسبة 32.7% منها لديها أطفال تحت سن الثامنة عشر تعيش معهم، وبلغت نسبة الأزواج القاطنين مع بعضهم البعض 16.1% من أصل المجموع الكلي للأسر، ونسبة 27.1% من الأسر كان لديها معيلات من الإناث دون وجود شريك، بينما كانت نسبة 3.5% من الأسر لديها معيلون من الذكور دون وجود شريكة وكانت نسبة 53.3% من غير العائلات. تألفت نسبة 37.7% من أصل جميع الأسر من عدة أفراد يعيشون في نفس المنزل ونسبة 12.6% كانت تتألف من شخص يعيش بمفرده يبلغ من العمر 65 عاماً أو أكثر. وبلغ متوسط حجم الأسرة المعيشية 2.25، أما متوسط حجم العائلات فبلغ 3.14.
بلغ العمر الوسطي للسكان 20.8 عاماً. وكانت نسبة 7.5% من القاطنين تحت سن الثامنة عشر، وكانت نسبة 4.8% بين الثامنة عشر والرابعة والعشرين عاماً، ونسبة 6% كانت واقعةً في الفئة العمرية ما بين الخامسة والعشرين والرابعة والأربعين عاماً، ونسبة 4.7% كانت ما بين الخامسة والأربعين والرابعة والستين، ونسبة 3.8% كانت ضمن فئة الخامسة والستين عاماً فما فوق. يوجد لكل 100 أنثى 84.0 ذكر، ويوجد لكل 100 أنثى في الثامنة عشر من عمرها فما فوق 81.9 ذكر.
بلغ متوسط دخل الأسرة في البلدة 14,722 دولارًا، أما متوسط دخل العائلة فبلغ 26,042 دولارًا. وكان متوسط دخل الذكور 23,750 دولارًا مقابل 20,417 دولارًا للإناث. وسجل دخل الفرد الخاص بالبلدة 17,602 دولارًا. وكانت نسبة 23.5% من العائلات ونسبة 33.8% من السكان تحت خط الفقر، وكان من هؤلاء نسبة 26.1% تحت سن الثامنة عشر ونسبة 40% في الخامسة والستين من العمر وما فوق.

### تعداد عام 2010
بلغ عدد سكان لانغستون 1,724 نسمة بحسب تعداد عام 2010، وبلغ عدد الأسر 179 أسرة وعدد العائلات 92 عائلة مقيمة في البلدة. في حين سجلت الكثافة السكانية 152.7 نسمة لكل كيلومتر مربع (395.5/ميل2). وبلغ عدد الوحدات السكنية 232 وحدة بمتوسط كثافة قدره 20.5 لكل كيلومتر مربع (53.1/ميل2).
وتوزع التركيب العرقي للبلدة بنسبة 3.13% من البيض و93.16% من الأمريكيين الأفارقة و0.81% من الأمريكيين الأصليين و0.41% من الأمريكيين ذوي الأصول الآسيوية و0.12% من سكان جزر المحيط الهادئ و0.12% من الأعراق الأخرى و2.26% من عرقين مختلطين أو أكثر و2.03% من الهسبانيون أو اللاتينيون من أي عرق.
بلغ عدد الأسر 179 أسرة كانت نسبة 36.3% منها لديها أطفال تحت سن الثامنة عشر تعيش معهم، وبلغت نسبة الأزواج القاطنين مع بعضهم البعض 24.6% من أصل المجموع الكلي للأسر، ونسبة 24% من الأسر كان لديها معيلات من الإناث دون وجود شريك، بينما كانت نسبة 2.8% من الأسر لديها معيلون من الذكور دون وجود شريكة وكانت نسبة 48.6% من غير العائلات. تألفت نسبة 40.2% من أصل جميع الأسر من عدة أفراد يعيشون في نفس المنزل ونسبة 11.2% كانت تتألف من شخص يعيش بمفرده يبلغ من العمر 65 عاماً أو أكثر. وبلغ متوسط حجم الأسرة المعيشية 2.51، أما متوسط حجم العائلات فبلغ 3.58.
بلغ العمر الوسطي للسكان 19.9 عاماً. وكانت نسبة 9.6% من القاطنين تحت سن الثامنة عشر، وكانت نسبة 74.7% بين الثامنة عشر والرابعة والعشرين عاماً، ونسبة 7.7% كانت واقعةً في الفئة العمرية ما بين الخامسة والعشرين والرابعة والأربعين عاماً، ونسبة 5.2% كانت ما بين الخامسة والأربعين والرابعة والستين، ونسبة 2.8% كانت ضمن فئة الخامسة والستين عاماً فما فوق. وتوزع التركيب الجنسي للسكان بنسبة 46.6% ذكور و53.4% إناث.